# Rathaus Döhlen

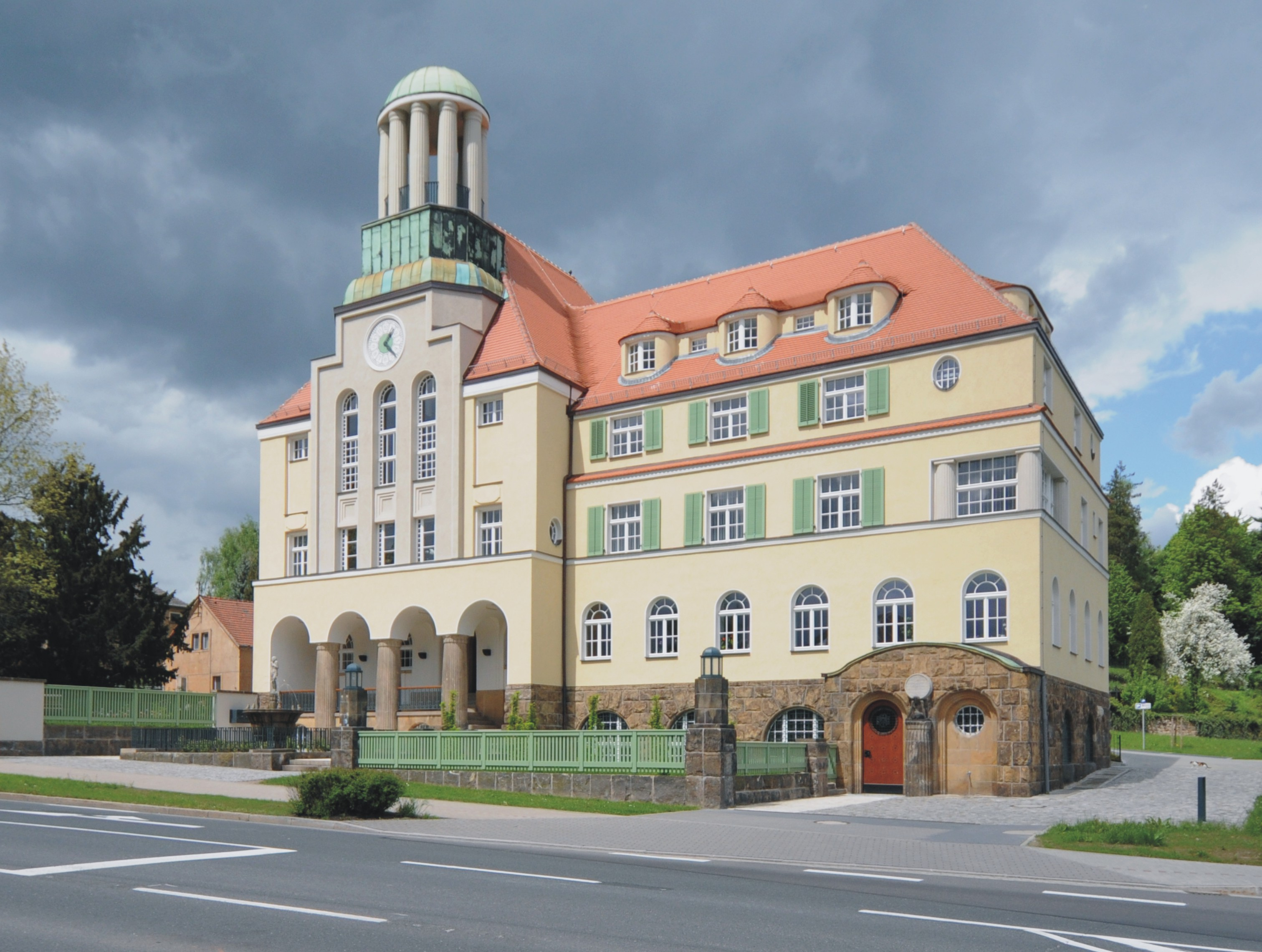
Das Döhlener Rathaus im Jahr 2013

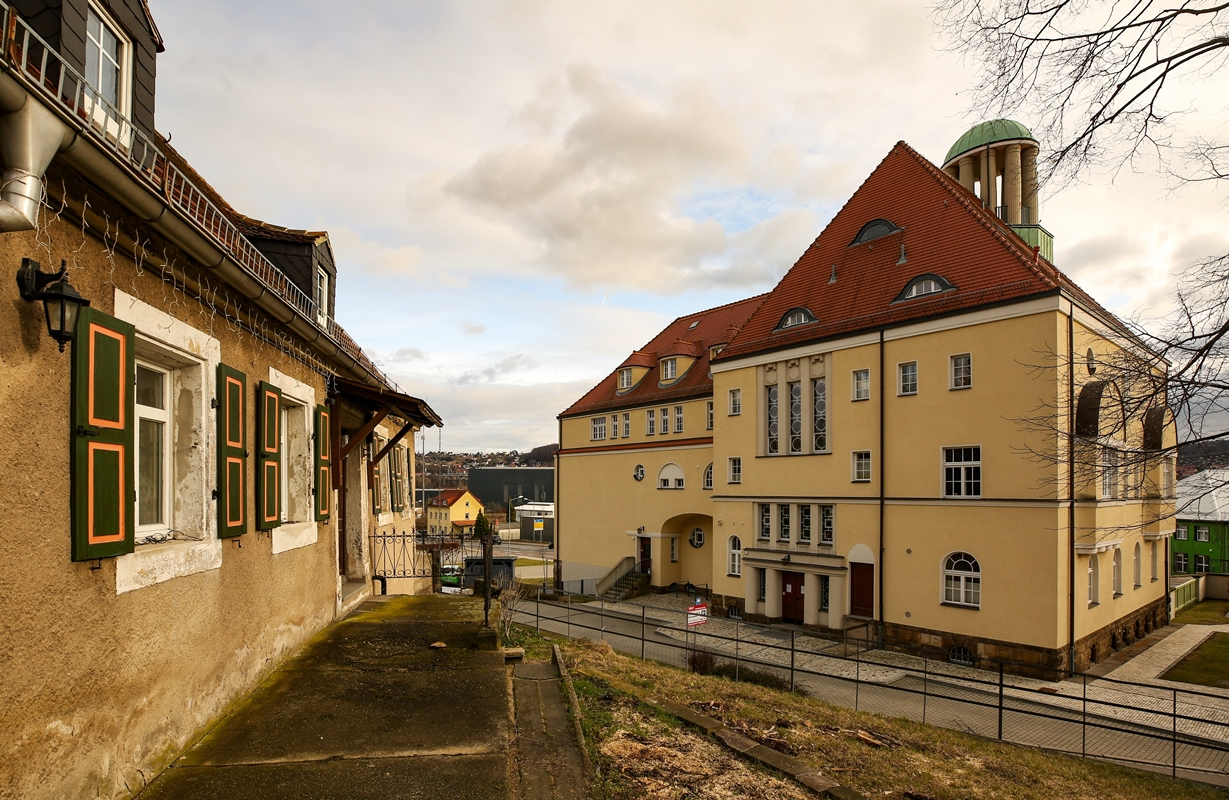
Rückwärtige Gebäudeansicht, links das ehemalige Haus des Totenbettmeisters des benachbarten alten Friedhof Döhlen

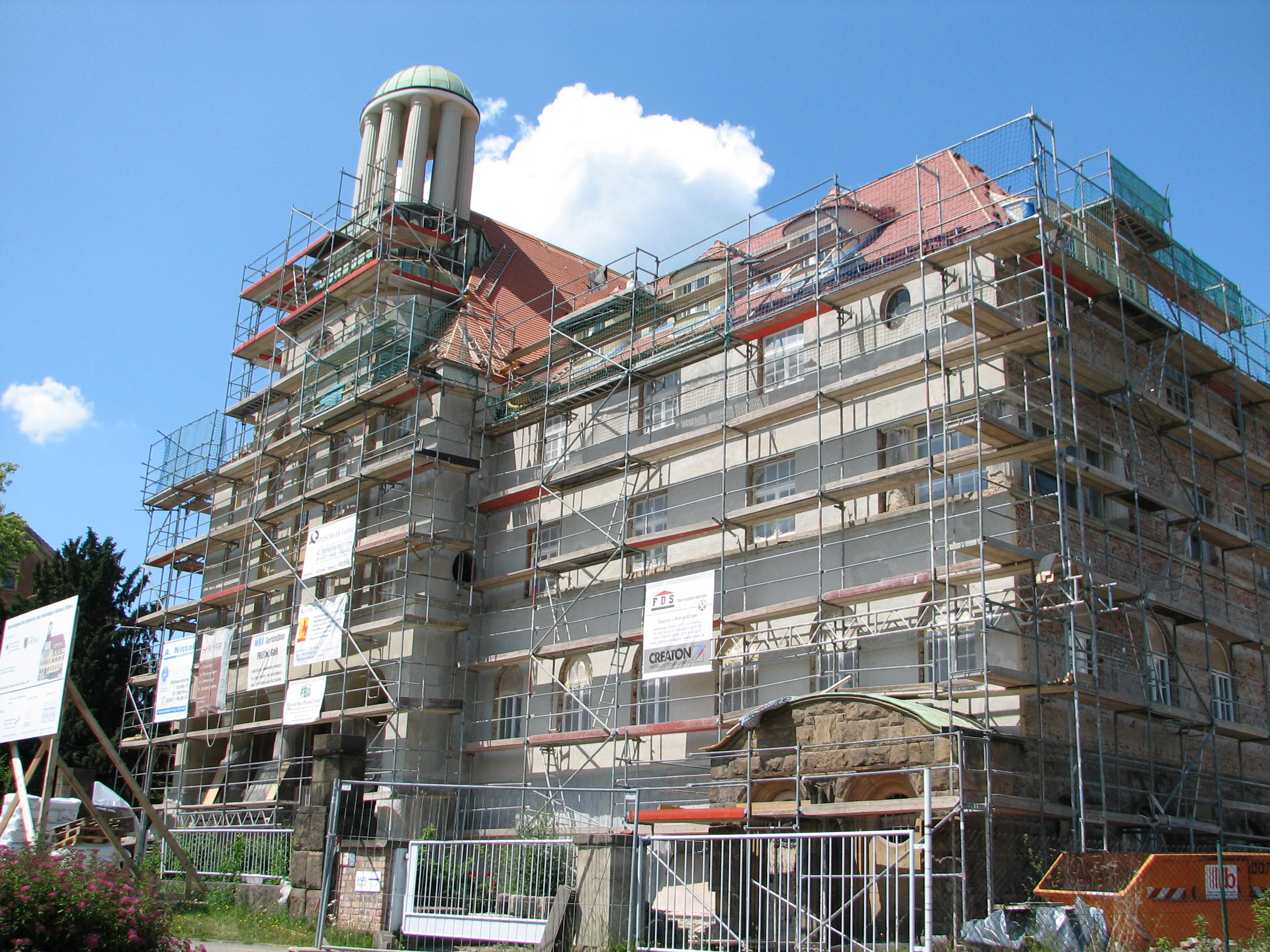
Während der Sanierung (2011)

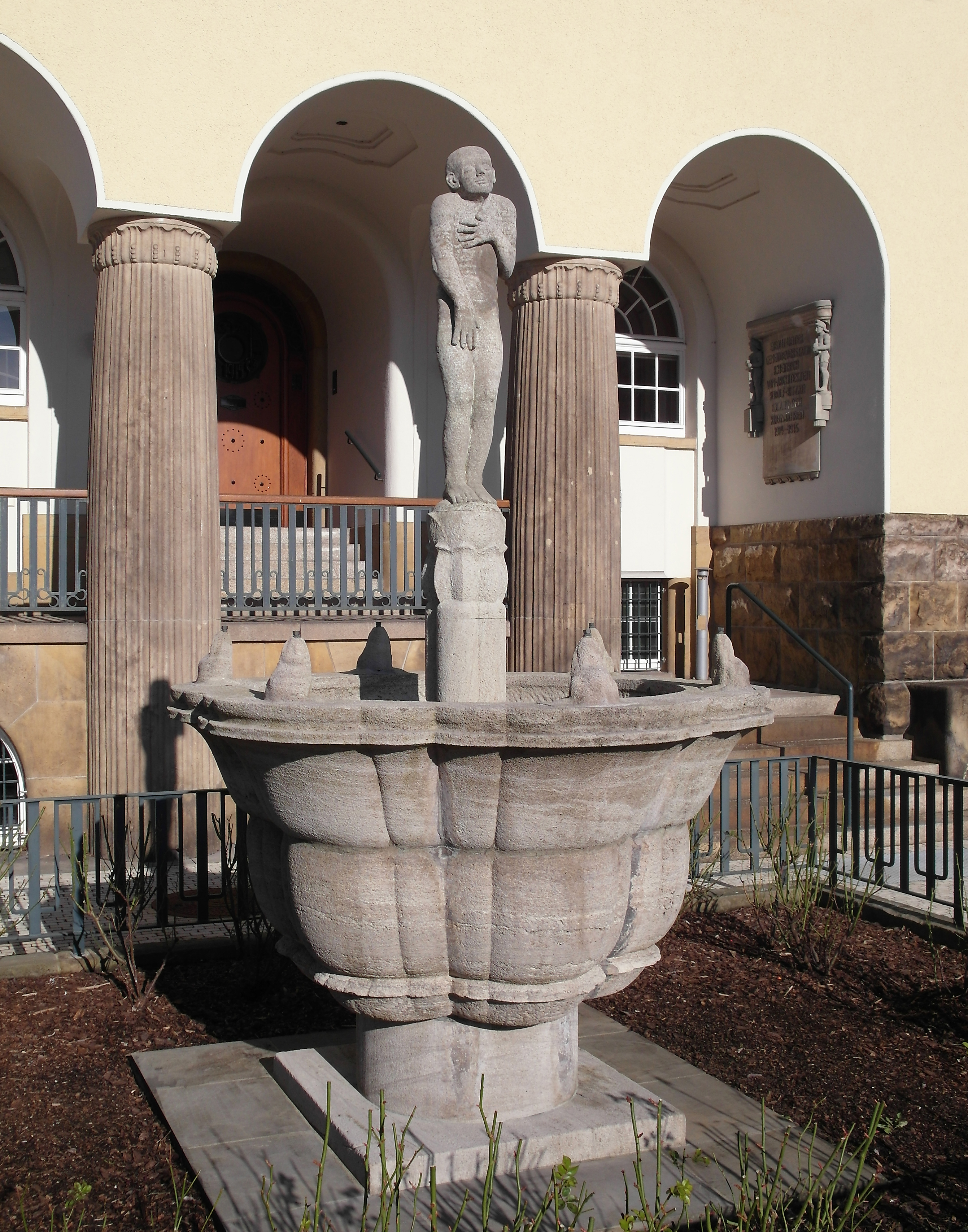
Rathausbrunnen

Das ehemalige Rathaus Döhlen ist ein denkmalgeschütztes Gebäude im Freitaler Stadtteil Döhlen. Bis zur Gründung der Stadt Freital 1921 beherbergte es die Verwaltung der Gemeinde Döhlen und ist heute Verwaltungssitz der Wohnungsgesellschaft Freital (WGF).

## Beschreibung
Das Rathaus gehört zu den markanten Gebäuden im Freitaler Stadtbild. Auf dem Turm des im Stil des Neoklassizismus und Jugendstils errichteten Gebäudes befindet sich ein Turm mit acht Säulen und einem Kupferdach. Das Dach ist in Biberschwanzdoppeldeckung gedeckt. An der Fassade unterhalb des Turmes ist eine Ziffernuhr angebracht. Das Rathaus ist mit dem Dachgeschoss dreistöckig, der nordwestliche Gebäudeteil ist höher als der südöstliche. Das Kellergeschoss befindet sich zur Hälfte oberirdisch. Eine Treppe führt in den Vorbereich des nordwestlichen Gebäudeteils, der mit vier Bögen gestaltet ist. Hier befindet sich der Haupteingang des Gebäudes. Im Treppenhaus befinden sich Bleiglasfenster, auf denen die zwölf Monate dargestellt sind.

## Geschichte
Das Gebäude wurde anstelle eines veralteten Rathauses in den Jahren 1914 und 1915 nach den Plänen des Dresdner Architekten Rudolf Bitzan errichtet. Die Gemeinde Döhlen, damals die reichste Gemeinde im Plauenschen Grund, ließ im Vorfeld mehrere Entwürfe anfertigen, woraus der Bitzans als Bester ausgewählt wurde. Das Haus war für den damaligen technischen Stand fortschrittlich. Nach der Fertigstellung zog die Gemeindeverwaltung der noch selbstständigen Gemeinde Döhlen ein.
Am 1. Oktober 1921 wurde im Döhlener Rathaus die Gründung der Stadt Freital aus Döhlen, Deuben und Potschappel beschlossen. Das Rathaus wurde Sitz des ersten Bürgermeisters der jungen Stadt. Seit der Errichtung des Bauwerks war auf der Hinterseite des Gebäudes Platz für einen Anbau frei gehalten worden, dieser wurde 1925 ausgeführt. Bis nach dem Zweiten Weltkrieg war im Ratskeller eine Gaststätte untergebracht.
Ab 1952 nutzte der Kreis Freital das Gebäude als Verwaltungssitz, die Stadtverwaltung zog zum Großteil ins Rathaus Potschappel um. Während der DDR-Zeit gab es einige Umgestaltungen im Inneren, beispielsweise wurden im Ratssaal eine Zwischendecke eingezogen und der obere runde Teil der drei großen Fenster zugemauert. Zu größeren Änderungen am Grundriss kam es nicht. Nach der Kreisreform 1994 zog das Landratsamt nach Dippoldiswalde, die verbliebenen Behörden wechselten Ende der 1990er Jahre in das benachbarte Verwaltungsgebäude an der Hüttenstraße.
Das in Besitz des Weißeritzkreises befindliche leer stehende und stark sanierungsbedürftige Gebäude kam durch ein Tauschgeschäft zwischen Freital und dem Landkreis in städtischen Besitz. Das bildete die Grundlage für die Teilnahme an einem Förderprogramm des Freistaats für Gebäude, die vor 1947 erbaut wurden, als absolut erhaltenswürdig eingestuft sind und sich in Besitz der Stadt befinden. Mit der Sanierung des Gebäudes wurde im Herbst 2010 begonnen. Fassade, Innenausstattung und Außenanlagen wurden nach alten Abbildungen und Ansichtskarten restauriert und weitestgehend in den ursprünglichen Zustand zurückversetzt. Dabei konnten viele Originalteile aufbereitet und wieder verwendet werden. Der 1925 errichtete Anbau wurde abgebrochen und an seiner Stelle Parkplätze angelegt. Durch das spezielle Förderprogramm wurden der Stadt fast die kompletten 2,4 Millionen Euro Baukosten zurückerstattet.
Am 20. Januar 2012 fand die Einweihung des Gebäudes mit einem Tag der offenen Tür statt. Das ehemalige Rathaus wurde kurze Zeit später an die städtische Wohnungsgesellschaft verkauft, die das Gebäude als Verwaltungssitz nutzt.